# Iglesia de San Salvador (Cifuentes)
La iglesia de San Salvador es un templo católico situado en Cifuentes (Guadalajara, España). Su origen data del siglo XIII y su construcción entremezcla elementos de estilos románico, gótico, renacentista y barroco.

## Descripción
La iglesia de San Salvador de Cifuentes aúna diversos estilos. Su construcción primigenia se adscribe al románico de transición al gótico, del siglo XIII. A los siglos XIV y XV corresponde la construcción de las naves y el ábside, que ya siguen las pautas propias del gótico. A lo largo de los siglos XVI y XVII se añadieron una serie de capillas y otros elementos siguiendo las trazas renacentistas después de que la iglesia sufriera un incendio, donde se desmoronó la portada principal de la fachada sur substituyéndose por la actual renacentista.
Se trata de una iglesia de planta basilical con tres naves (2) orientadas e este a oeste, siendo más ancha y alta la central. Ésta se encuentra provista de un ábside (3) de planta poligonal y las naves laterales estuvieron en su origen rematadas por absidiolos poligonales que fueron substituidos en el siglo XVI por nuevas capillas (4 y 5) de cabecera plana. En el muro norte se abren tres capillas más y la sacristía (9), además de otra del siglo XVIII en el muro sur.
A los pies del templo se encuentran el coro (12) y una torre (13) de planta cuadrada.
Las naves se hallan divididas en cinco tramos por arcos apuntados, sostenidos por cuatro pilares cilíndricos de estilo románico a cada lado, decorados con columnillas adosadas en los pilares más próximos a la cabecera las columnillas son cuatro y de ellas arrancan los arcos formeros sin modular y de trazado ojival irregular. En los restantes pilares, más cercanos a los pies del templo, van adosadas otras cuatro columnillas, más delgadas, de las que arrancan nervios sencillos que sostienen las bóvedas ligeramente ojivales.
El arco triunfal de acceso al presbiterio se halla decorado en su paramento por un pequeño rosetón gótico.
El ábside (3) alberga la capilla mayor y está provisto de contrafuertes en los ángulos. Sus paños están rasgados por altos y estrechos ventanales que conservan dos líneas de molduras en cenefa de punta de diamante. Cegados desde el siglo XVII cuando se colocó un ostentoso retablo barroco que fue destruido durante la guerra civil española, actualmente han sido habilitados de nuevo. La cubierta del ábside es de bóveda de casquete de esfera con nervios que apoyan sobre las columnillas adosadas, las cuales, a su vez, descansan sobre unas repisas a un tercio de la altura total.

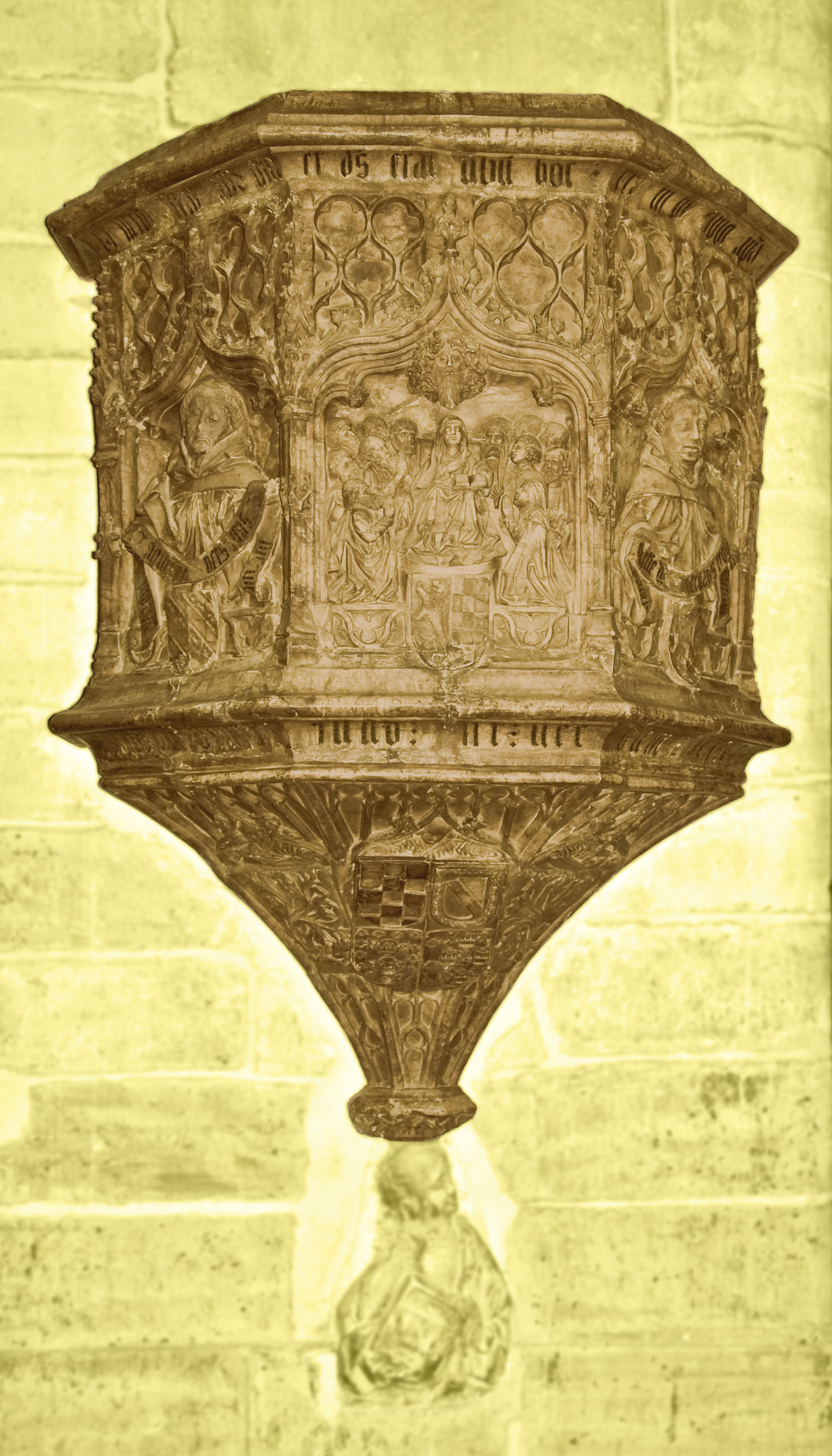
Púlpito del

De las capillas situadas a los lados del ábside, la del lado del evangelio (4) está cubierta por una bóveda de crucería compuesta. La del lado de la epístola (5) es barroca y presenta una cubierta de bóveda de arista vaída. De las dos capillas (6 y 7) adosadas a la nave de la epístola, una es de estilo barroco y está cubierta con cúpula vaída sobre pechinas, y la otra es de estilo renacentista y se cubre con bóveda de cañón vaída sobre casetones. A continuación, hacia la puerta de entrada, hay un lucillo gótico rematado con un frontón plateresco.
En la nave del evangelio (4) se encuentran la capilla del Sagrario (8), con cúpula semiesférica sobre pechinas, la sacristía y la capilla de los Calderones o de San Vicente Ferrer (9), con bóveda de crucería compuesta.
En el tramo anterior al coro se encuentra la capilla (11) con la pila bautismal, que data del siglo XIII y está circundada por sencillos arcosolios apuntados que, a su tiempo, cobijaron esculturas funerarias de las que aún perviven algunas muy deterioradas.
El coro (12) ocupa el ancho de la nave central. Se accede por una escalinata renacentista y está sostenido por fuertes pilares con arcos escarzanos en sus lados mayores y de medio punto en los menores. Le proporciona luz el rosetón gótico de la portada de Santiago. 
En su interior destaca el púlpito, gótico del siglo XV, que perteneció al antiguo monasterio dominico de San Blas de Cifiuentes.
La entrada de la iglesia (1) se efectúa por la nave de la epístola y está provista de un cortavientos en su interior.

## Planta
Leyenda de la imagen
1. Pórtico principal.
2. Naves.
3. Ábside.

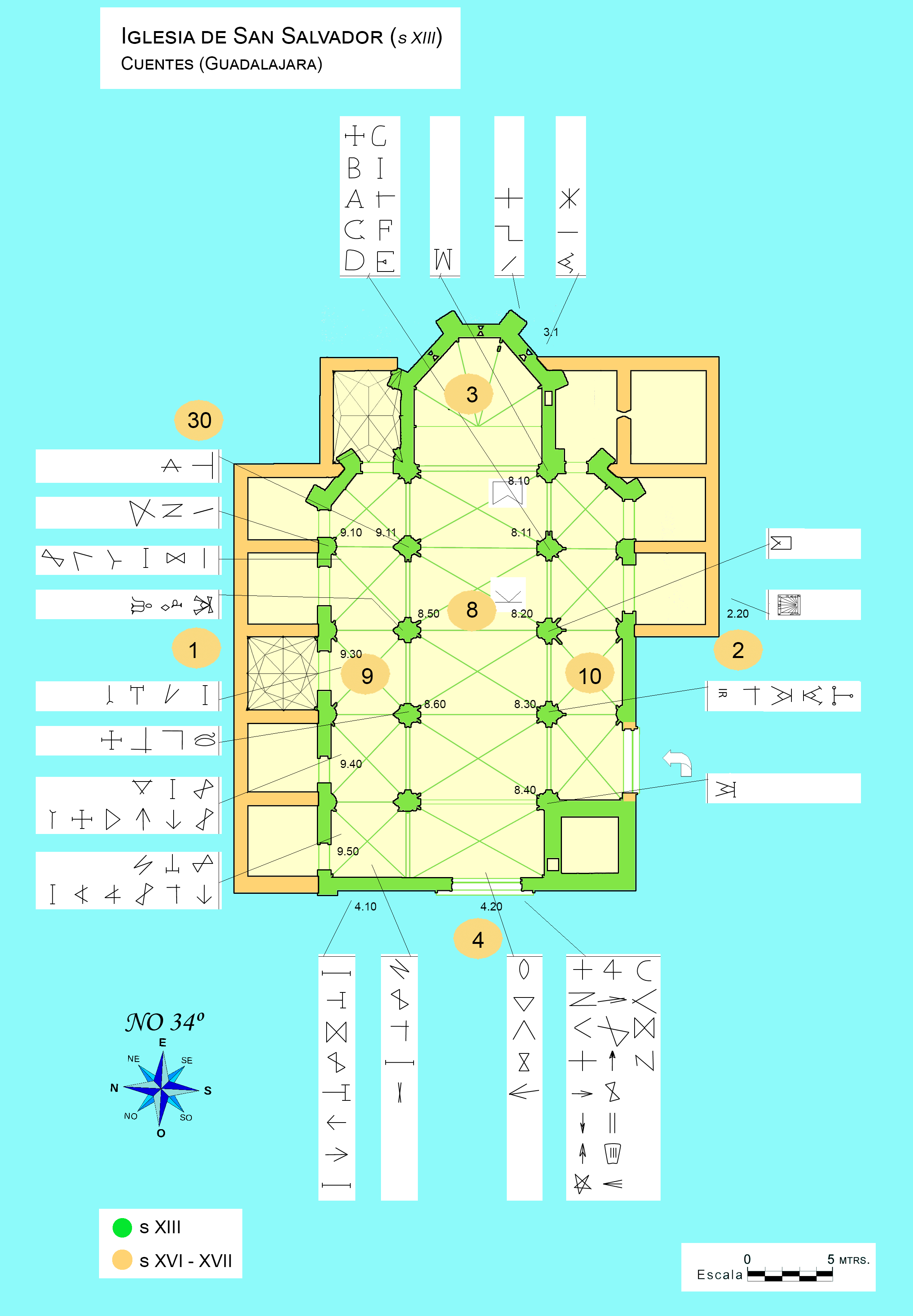
Aproximación a la planta y marcas de cantero

4. Capilla de los condes de Cifuentes.
5. Capilla de la Virgen de las Flores o Rosario.
6. Capilla de los Arces o Cristo de la Misericordia.
7. Capilla de la Concepción (con tallas antropomorfas).
8. Capilla del Sagrario o Santa Madre, con cripta subterránea.
9. Sacristía y capilla de invierno.
10. Capilla de los Calderón o de San Vicente Ferrer.
11. Capilla con lápida de Diego de Lauda y Calderón. Pila bautismal.
12. Coro.
13. Torre.
14. Pórtico Santiago.
15. Marcas cantería.

En los sillares empleados en su construcción, se han identificado 447 marcas de cantero de 102 tipos diferentes.
Todo el interior se encuentra enlucido y pavimentado a base de parqué de madera de pino.
En el exterior el material empleado es sillería de piedra y mampostería. Las cubiertas son de teja árabe, a dos aguas en la nave central, a una sola vertiente en las laterales y a tres en las capillas anejas al ábside.
La portada principal (1), orientada al sur, fue románica en origen. La actual es renacentista y consta de un arco de medio punto enmarcado por columnas acanaladas de orden toscano y frontón clásico con hornacina. El conjunto se halla rematado en sus ángulos por pirámides con bolas que se cobija bajo un arco rebajado de factura irregular.

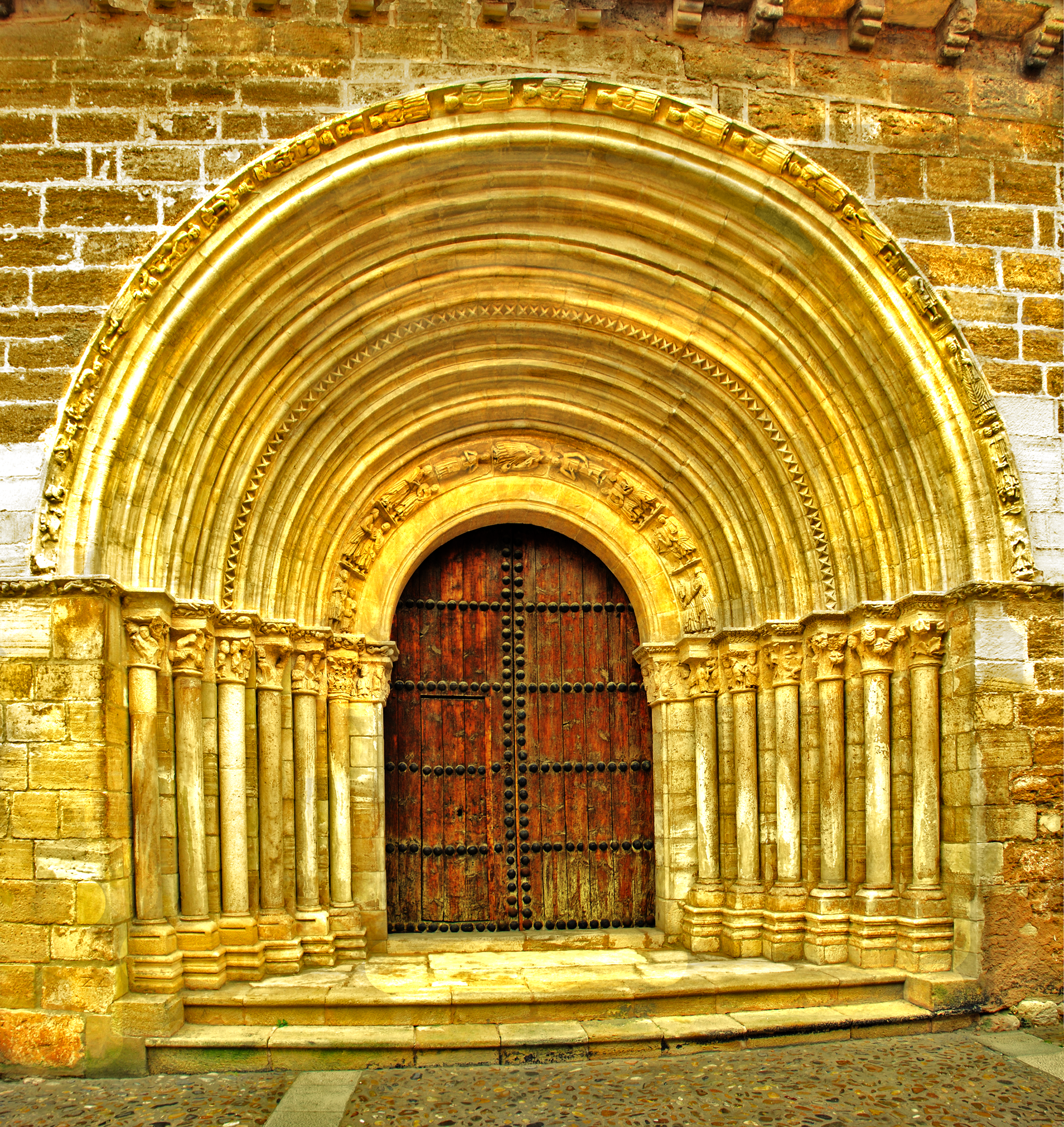
Pórtico de Santiago

La portada de Santiago (14), situada en la fachada oeste bajo un bajo tejadillo sobre ménsulas dentadas, es la parte más notable del conjunto. Fue concebida en estilo románico, si bien la profusa decoración es gótica. Penetra profundamente en el muro, cuyo espesor fue necesario doblar para dar cabida a sus hondas arquivoltas. Consta de un gran arco de medio punto, con una serie de arquivoltas en degradación, la mayoría de ellas solamente decoradas con baquetones resaltados, pero otras, las más externas e internas, con tallas múltiples, entre ellas las del obispo Andrés, obispo de Sigüenza entre 1262 y 1268. Estas arquivoltas se apoyan en impostas y series de capiteles, seis por lado, más las dos de las jambas, también decoradas con figuras a modo de jeroglíficos. Todo ello carga sobre una serie de columnas cilíndricas adosadas sobre pequeños pedestales.
Sobre esta portada se encuentra el rosetón gótico, cuyos radios forman columnas bizantinas y arcos góticos. Sus calados ocupan un profundo óculo. 
En el ángulo derecho del rosetón se adosó en el siglo XV una torre (13) coronada por saliente de cornisa con matacanes. Actualmente está rematada en sus ángulos por pirámides con bolas.
Sobre el arco triunfal yergue una pequeña espadaña con campana de factura posterior.